# 嘉大雅のサタデーマグネット
『嘉大雅のサタデーマグネット』（よしみたいがのさたでーまぐねっと）は、2017年4月1日から2021年3月27日までRBCiラジオ（琉球放送）で放送されていたラジオ番組。2018年3月25日までは『嘉大雅のサンデーマグネット』だった。

## 歴史

### 嘉大雅のサンデーマグネット（2017.4 - 2018.3）
- 2017年4月スタート。放送時間は10:00 - 15:00

### 嘉大雅のサタデーマグネット（2018.4 - 2021.3）
- 2018年4月枠移動。放送時間は10:00 - 14:00
- 正午の時間帯に生放送のRBCテレビ『Aランチ』2代目男性MC就任に伴い、2021年3月27日をもって終了、サンデーマグネットから通算4年の歴史に幕を下ろした。

## 出演者

### メインパーソナリティ（MC）
- 嘉大雅（RBCアナウンサー）
- 横山胡桃
- ナガハマヒロキ